# Katembe (Distrikt)

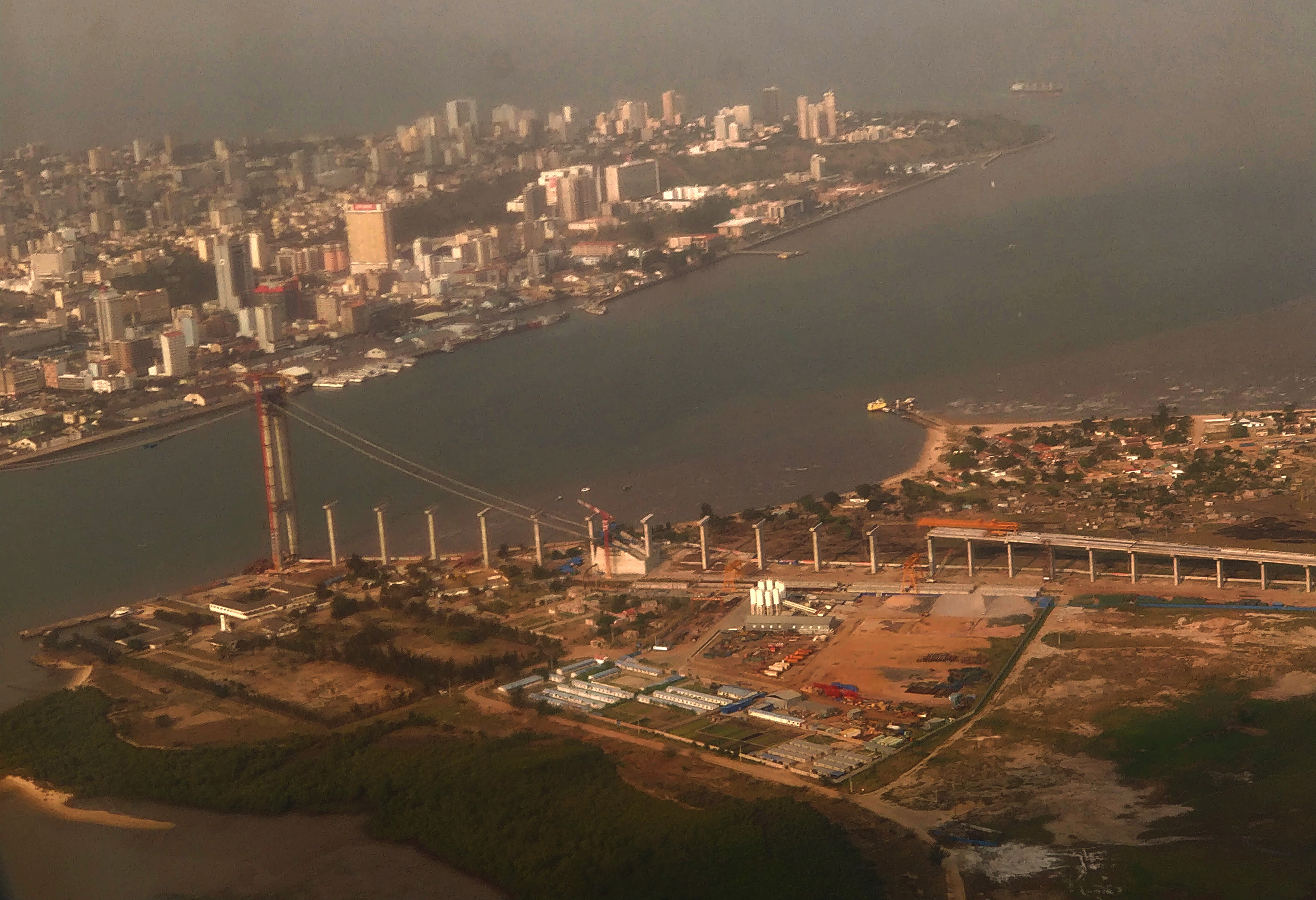
Blick auf Katembe am Südufer der Maputo-Bucht: Im Vordergrund die sich im Bau befindliche Brücke sowie besiedelte Gegend am Hafen. Im Hintergrund das Stadtzentrum von Maputo (August 2017)

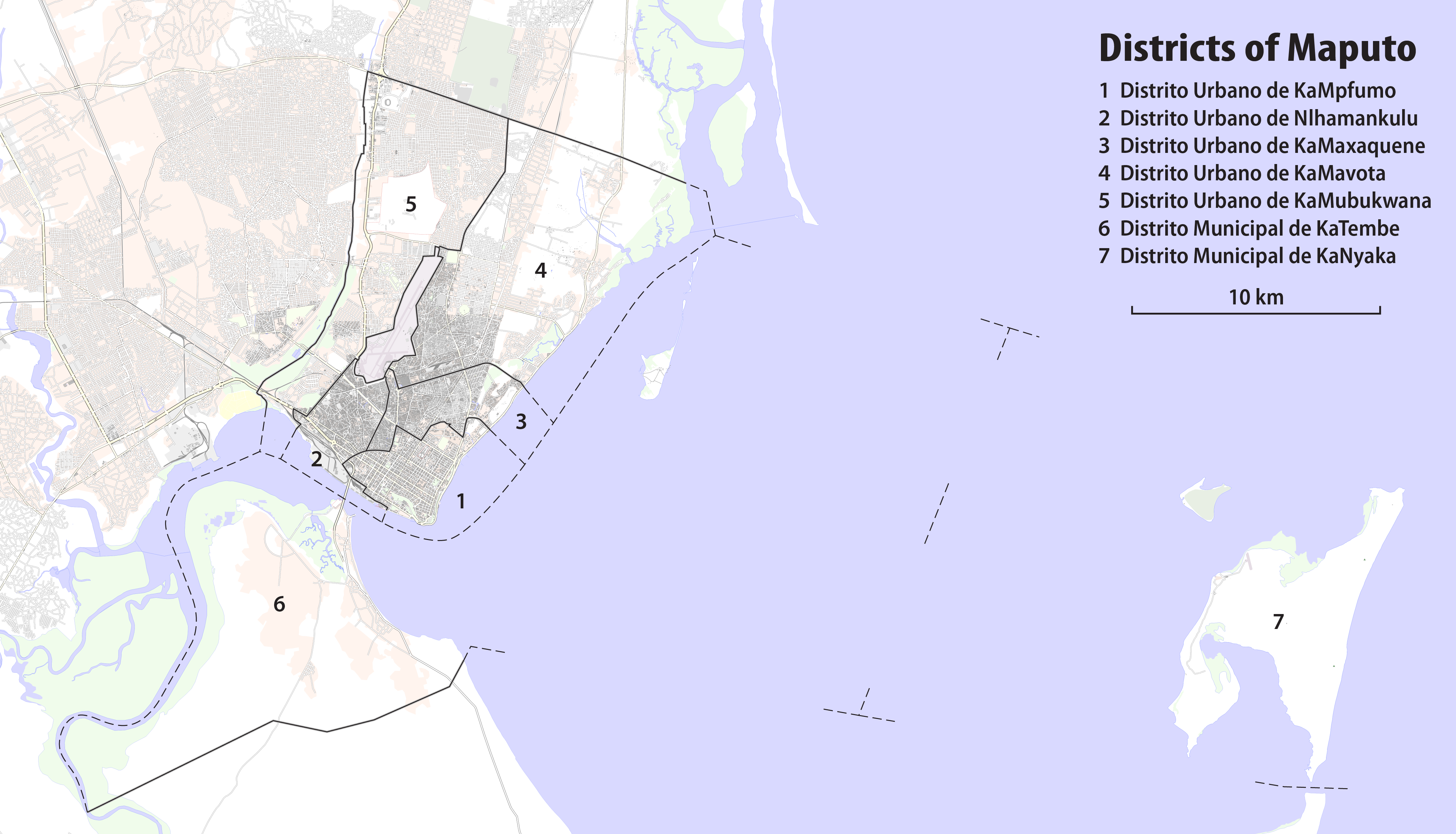
Karte der Distrikte von Maputo: Katembe ist mit der Nummer 6 markiert

Der städtische Distrikt von KaTembe, auf Portugiesisch Distrito Municipal de KaTembe, kurz KaTembe, Ka Tembe, Katembe oder auch Catembe, ist einer von sieben Distrikten der mosambikanischen Hauptstadt Maputo. Geographisch umfasst er das gesamte Südufer und ist damit räumlich vom eigentlichen Gebiet der Hauptstadt am Nordufer getrennt. 2013 lebten in dem Distrikt 21.569 Menschen.

## Geographie
Der Distrikt umfasst das gesamte Gebiet der Hauptstadt Maputo, das sich auf der Südseite der Bucht von Maputo bzw. des Estuário do Espirito Santo befindet. Während der Distrikt nördlich und östlich nur vom Wasser der Bucht begrenzt wird, grenzt er im Süden an den Distrikt Matutuíne (Provinz Maputo) und im Westen an den Distrikt Boane (ebenfalls Provinz Maputo) bzw. an den Fluss Tembe. Der Fluss Tembe ist wiederum Namenspatron des Distrikts, ka tembe bedeutet im lokalen Xitsonga-Dialekt Changana „Gegend am Tembe“.
2007 zählte das Nationale Amt für Statistik 19.371 Menschen in dem Distrikt, 2008 20.629, 2013 21.569 Menschen. Eine knappe Mehrheit (50,8 %) der Bevölkerung des Distrikts lebt in Häusern aus Beton, die anderen meist in Hütten aus Stroh oder Schilf (43,3 %). Der weitaus überwiegende Teil der Bevölkerung bezeichnet sich als christlich und gehört entweder der katholischen Kirche (21,3 %), der Kirche Zions (26,7 %) oder einer der evangelikalen Kirchen (22,9 %) an.

## Verwaltungsgliederung

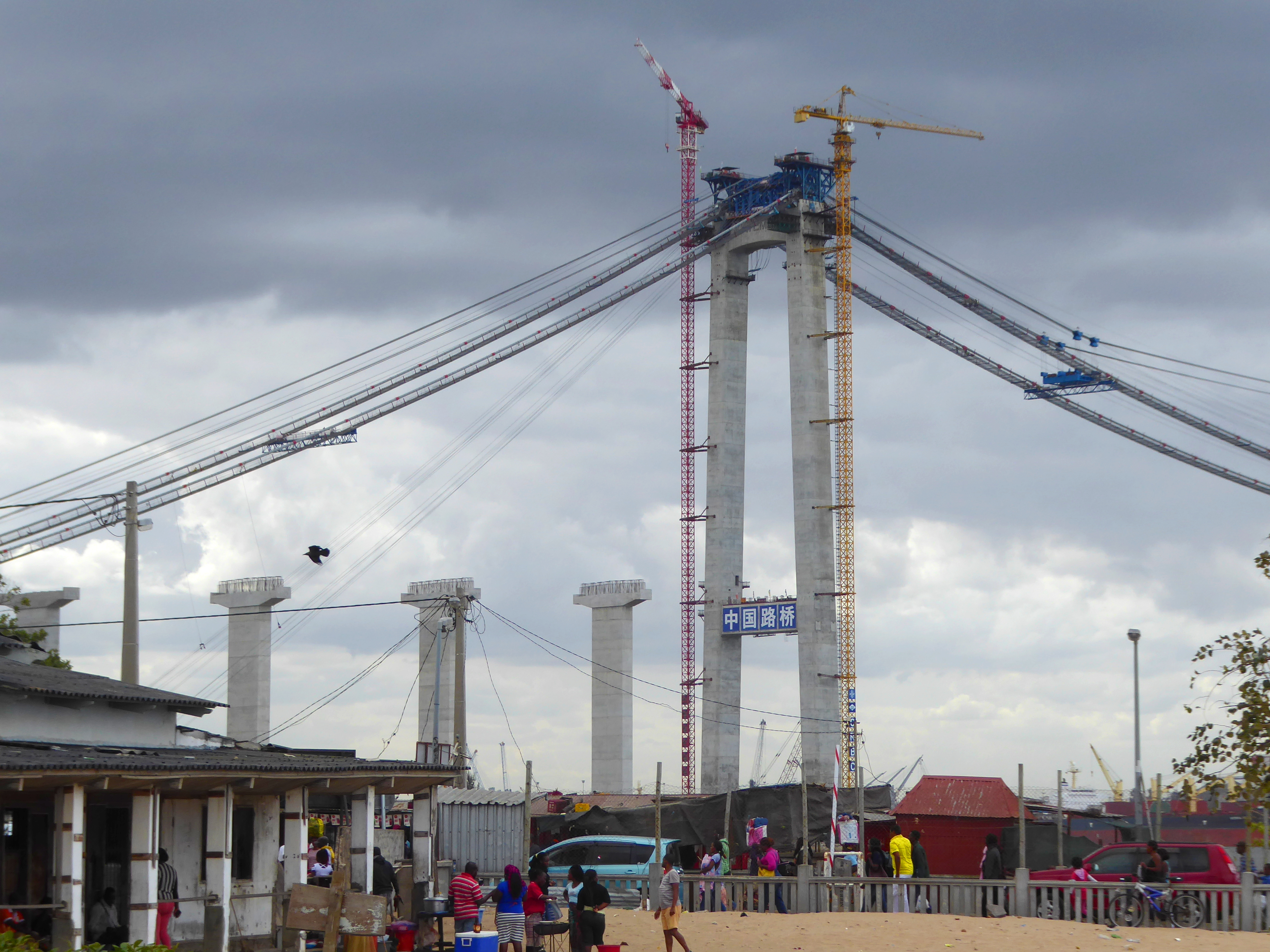
Der Distrikt von Katembe ist vor allem durch den Verkehr von und zur Hauptstadt Maputo geprägt: Im Vordergrund die Anlegestelle des Fährverkehrs, im Hintergrund die Brücke nach Maputo im Bau (2017)

Katembe ist ein städtischer Distrikt (Distrito Municipal) der Hauptstadt Maputo. Trotz des ergänzenden Adjektivs municipal ist der Distrikt damit verwaltungsrechtlich den anderen Distrikten in Mosambik gleichgestellt. Unterhalb der Distriktebene nennt das Nationale Amt für Statistik folgende fünf Stadtteile (bairros) bzw. Ortschaften (localidades):
- Incassane,
- Chamissava,
- Guachene,
- Inguide,
- und Chali.

Den Distrikt Katembe gibt es erst seit Ende der 1990er Jahre, nachdem die Hauptstadt Maputo als eigene Provinz aus der sie umgebenden Provinz Maputo herausgelöst wurde. In älteren Aufzeichnungen gibt es daher noch einen Verwaltungsposten (Posto Administrativo) Catembe, der bis zur Trennung noch zum Distrikt Matutuíne gehörte.

## Wirtschaft und Verkehr

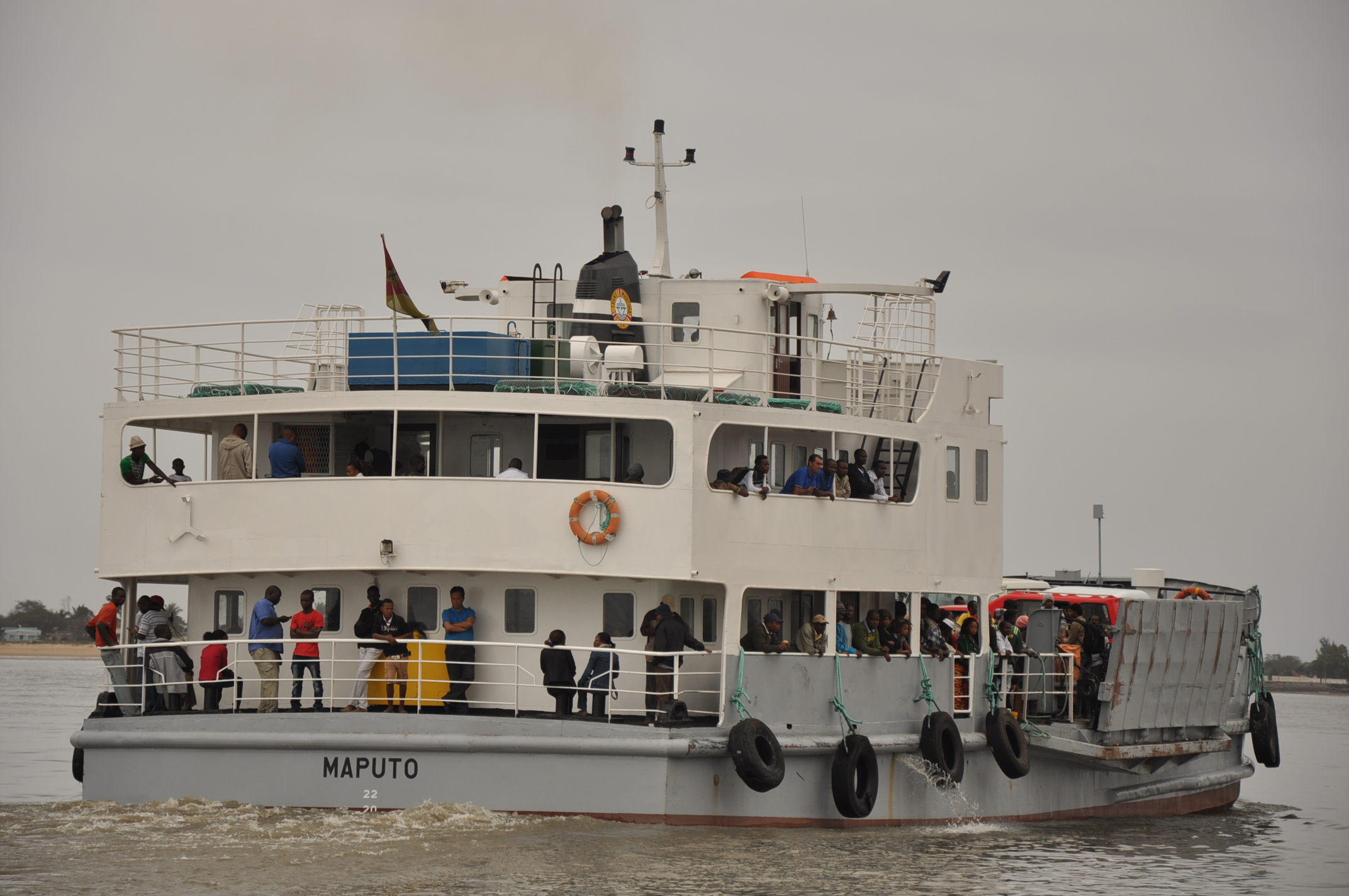
Autofähre der staatlichen Reederei Transmaritima, die zwischen Maputo und Katembe verkehrte

Katembe war von Maputo aus vor dem Bau der Brücke vor allem über den regen Fährverkehr zwischen dem Hafen von Maputo und dem Hafen bzw. der Anlegestelle von Katembe zu erreichen. Die staatliche Fährgesellschaft Transmaritima verfügte über drei Autofähren und verkehrte im dichten Takt zwischen beiden Ufern, steht 2024 aber aufgrund mangelnder Passagiere vor der Auflösung. Des Weiteren transportieren verschiedene kleinere Boote ebenfalls Fahrgäste zwischen beiden Seiten der Bucht von Maputo. Außerdem gibt es eine ausgebaute Straße, die direkt am Hafen von Katembe beginnt und über Bela Vista (Distrikt Matutuine) den Badeort Ponta do Ouro anbindet. Bei Bela Vista trifft die Straße auch auf die Straßenverbindung EN202 nach Boane.
Das wirtschaftlich Zentrum des Distrikts liegt direkt am Hafen – die Umgebung wird umgangssprachlich auch als das „eigentliche“ Katembe wahrgenommen – an dem die Fähren aus Maputo ankommen. Am Hafen befinden sich zahlreiche Geschäfte sowie ein großer Markt. Der Großteil der Bevölkerung lebt von der Landwirtschaft und der Fischerei. Ein weiterer Teil der Bevölkerung pendelt an das Nordufer, um in Maputo zu arbeiten.

## Brücke Maputo–Katembe

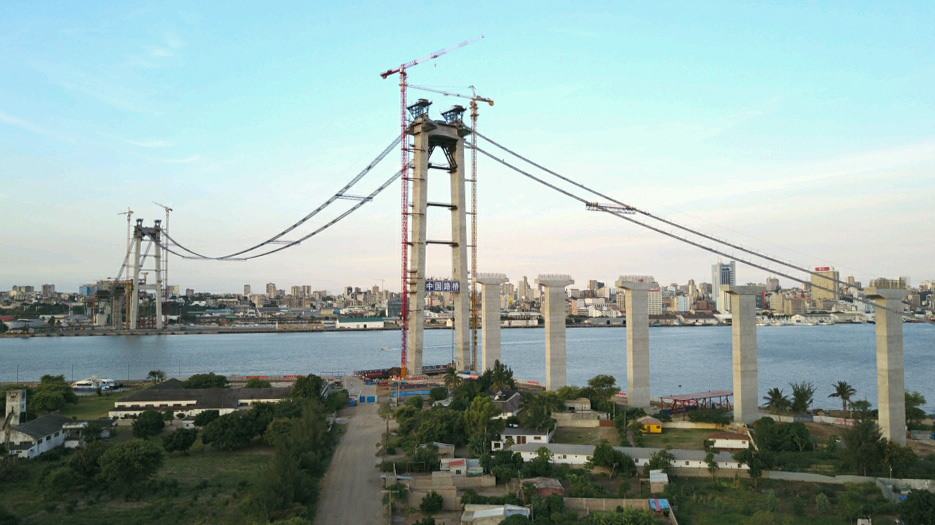
Brücke zwischen Maputo und Katembe im Bau (2017)

Nach zahlreichen und langjährigen Planungen begann 2014 der Bau einer Brücke über die Bucht von Maputo, um das Hauptstadtzentrum und Katembe direkt zu verbinden. Der Bau – finanziert durch die chinesische Exim-Bank und gebaut durch den chinesischen Baukonzern China Road and Bridge Corporation – wurde 2018 fertiggestellt. Im Zusammenhang mit dem Bau der Brücke wurde auch die Asphaltierung der Straße nach Ponta de Ouro realisiert.
Mit der Fertigstellung der Brücke und dem Ausbau der Straße nach Ponta do Ouro wurde Katembe ein massives Bevölkerungswachstum auf bis zu 400.000 Einwohner prognostiziert. Gleichfalls sollte das komplette Südufer urbanisiert werden. Laut des Strategieplans für die Urbanisierung Katembes des Unternehmens Betar sollen etwa 9.510.000 Quadratmeter Fläche (und damit 58,9 Prozent der Gesamtfläche) für Wohnungsbauten freigehalten werden. 3.270.000 Quadratmeter (20,3 Prozent der Gesamtfläche) sind für den Dienstleistungssektor vorgesehen, 1.880.000 Quadratmeter (11,7 Prozent) für Industrie.